# Stichting Utrechtse Studiedagen
Stichting Utrechtse Studiedagen is een instelling die zich ten doel stelt 'klassiek theologisch licht te laten schijnen op actuele theologische kwesties'. Ze werd opgericht in 2003 door theologen die zich verwant voelen met de Utrechtse School.

## Utrechts
De stichting noemt zichzelf 'Utrechts' vanwege de verwantschap met de Utrechtse School. Kenmerkend hiervoor is een sterke nadruk op plaats van logica in de doordenking van het geloof. Theologie wordt in deze kring gezien als een redelijke doordenking van het geloof.
Door deze kijk op de verhouding van geloof en ratio, staan deze theologen in de scholastieke traditie van de grote middeleeuwse theologen. Met name de ideeën over vrijheid en contingentie van Johannes Duns Scotus worden gebruikt om standpunten te bepalen in actuele theologische en maatschappelijke debatten.

## Studiedagen
De stichting heeft sinds haar oprichting diverse studiedagen georganiseerd:
| Jaar  | Thema                                                        |
| ----- | ------------------------------------------------------------ |
| 2003, | 'Wat God bewoog mens te worden', over incarnatie             |
| 2005  | 'Bijna goddelijk gemaakt', over mensbeelden                  |
| 2006  | 'Om een persoonlijk God', over het beeld van God als persoon |
| 2007  | 'Wie het zwaard opneemt', over geloof en geweld              |
| 2009  | 'Die alle verstand te boven gaat?', over geloven en weten    |

De stichting richt zich in haar activiteiten op een breed theologisch geïnteresseerd publiek. Daarnaast heeft de stichting bekendgemaakt vanaf 2008 ook symposia te organiseren voor 'academisch geschoolde belangstellenden'. Binnen het spectrum van het Nederlandse christendom beweegt deze stichting zich binnen de Protestantse Kerk in Nederland.